# Nicolas Trigault
Nicolas Trigault (3. března 1577, Douai, Francie – 14. listopadu 1628, Chang-čou, Čína) byl francouzský jezuitský misionář v Číně.

## Život
Narodil se v Douai na severu dnešní Francie v roce 1577, jezuitou se stal roku 1594. V roce 1610 opustil Evropu a vydal se do Asie na misijní cestu. Zpočátku působil v Nan-ťingu a poté v Chang-čou, avšak již roku 1613 Asii na čas opustil a vydal se zpět do Evropy, kam byl vyslán Nicolòem Longobardem. Jeho úkolem bylo mimo jiné popularizovat práce jezuitských misionářů, shánět finance potřebné pro vykonávaní misijních cest a informovat papeže Pavla V. o průběhu jezuitských misií na území Číny.
Někdy během tohoto pobytu v Evropě se Trigault věnoval editorským a překladatelským pracím (z italštiny do latiny) deníků Mattea Ricciho a díla De Christiana expeditione apud Sinas. V roce 1617 Trigault pobýval v Antverpách, kde jej v čínském obleku nakreslil vlámský malíř Peter Paul Rubens. V dubnu 1618 Trigault vyplul z Lisabonu s více než dvacítkou nových jezuitských misionářů a o rok později dorazili do Macaa.
Zemřel roku 1628 v Chang-čou, nejspíše následkem sebevraždy.